# Björn Jonson
Björn Jonson, né le 12 avril 1940, est un physiologiste suédois. Il est professeur émérite en physiologie clinique à l'université de Lund. Il est l'inventeur, avec Sven Ingelstedt, du respirateur artificiel moderne.

## Biographie
Dans les années 1960, Björn Jonson a été embauché dans le nouveau département de physiologie clinique de Håkan Westling à Lund. Il était responsable de la partie physiologie pulmonaire du département et s'est vite rendu compte que l'équipement de l'époque avait de gros défauts. En collaboration avec Sven Ingelstedt (1918-1979), il commença à réfléchir à la manière dont les appareils destinés à aider les patients à respirer devraient réellement fonctionner. Il eut carte blanche pour concevoir un appareil respiratoire et, en collaboration avec Sven-Gunnar Olsson, ingénieur chez Elema-Schönander AB, créa un premier modèle de ce qui allait devenir le célèbre respirateur à régulation de débit, le Servoventilator. En collaboration avec l'anesthésiste Lars Nordström, le Servoventilator fut lancé à l'international. Le respirateur ne se contentait pas d'assister la respiration du patient en fonction de ses besoins, il fournissait également des mesures pouvant être utilisées pour diagnostiquer et suivre les problèmes respiratoires du patient, contribuant ainsi au développement d'unités de soins intensifs spécialisées,.
Jonsson a obtenu son doctorat en 1970 avec une thèse sur le fonctionnement des poumons. Il a publié de nombreux articles dans le domaine de la fonction pulmonaire et de la physiologie et est coauteur du livre Klinisk fysiologi: med nuklearmedicin och klinisk neurofysiologi (Physiologie clinique : médecine nucléaire et neurophysiologie clinique), qui a été réédité à plusieurs reprises.
Jonson a continué à mettre en pratique ses connaissances sur les respirateurs et la physiologie pulmonaire. Au printemps 2020, il a participé à des efforts de développement visant à mettre au point des modèles de respirateurs destinés aux patients traités pour le Covid-19.